# Futboll Klub Partizani 2003-2004
Questa voce raccoglie le informazioni riguardanti il Futboll Klub Partizani nelle competizioni ufficiali della stagione 2003-2004.

## Rosa
| N. |                    | Ruolo | Calciatore                 |
| -- | ------------------ | ----- | -------------------------- |
|    | Albania (bandiera) | P     | Blendi Nallbani (capitano) |
|    | Albania (bandiera) | P     | Florian Ristani            |
|    | Albania (bandiera) | P     | Ervis Agolli               |
|    | Albania (bandiera) | D     | Henri Ndreka               |
|    | Albania (bandiera) | D     | Robert Grizha              |
|    | Albania (bandiera) | D     | Entonjo Pashaj             |
|    | Albania (bandiera) | D     | Alert Alçani               |
|    | Albania (bandiera) | D     | Ardit Beqiri               |
|    | Albania (bandiera) | D     | Fatjon Tafaj               |
|    | Brasile (bandiera) | D     | Marcelo Brachini           |
|    | Albania (bandiera) | D     | Ardian Behari              |
|    | Albania (bandiera) | D     | Gert Spahiu                |
|    | Albania (bandiera) | D     | Rrahman Hallaçi            |
|    | Albania (bandiera) | D     | Emiliano Çela              |
|    | Albania (bandiera) | D     | Shpëjtim Ymeraj            |
|    | Albania (bandiera) | D     | Julian Ahmataj             |
|    | Albania (bandiera) | D     | Arjan Xhumba               |
|    | Albania (bandiera) | C     | Vasjan Ballço              |

| N. |                               | Ruolo | Calciatore        |
| -- | ----------------------------- | ----- | ----------------- |
|    | Brasile (bandiera)            | C     | Adenilson         |
|    | Albania (bandiera)            | C     | Gjergj Muzaka     |
|    | Albania (bandiera)            | C     | Gerhard Progni    |
|    | Albania (bandiera)            | C     | Dorian Bylykbashi |
|    | Albania (bandiera)            | C     | Klodian Duro      |
|    | Albania (bandiera)            | C     | Igli Allmuça      |
|    | Macedonia del Nord (bandiera) | C     | Artim Položani    |
|    | Albania (bandiera)            | C     | Elton Doku        |
|    | Albania (bandiera)            | C     | Dorian Lushi      |
|    | Albania (bandiera)            | A     | Devis Mema        |
|    | Albania (bandiera)            | A     | Skerdi Bejzade    |
|    | Albania (bandiera)            | A     | Elis Bakaj        |
|    | Albania (bandiera)            | A     | Sebino Plaku      |
|    | Brasile (bandiera)            | A     | Abílio            |
|    | Albania (bandiera)            | A     | Romeo Hamzaj      |
|    | Brasile (bandiera)            | A     | Alexander Carioca |
|    | Albania (bandiera)            | A     | Matios Metani     |